# میکولا کولتسوو
میکولا کولتسوو (اوکراینی: Микола Михайлович Кольцов؛ ۱۱ مهٔ ۱۹۳۶ – ۲۷ دسامبر ۲۰۱۱) بازیکن فوتبال اهل اتحاد جماهیر شوروی سوسیالیستی بود.
از باشگاه‌هایی که در آن بازی کرده‌است می‌توان به باشگاه فوتبال کریلیا سووتوف سامارا، باشگاه فوتبال دینامو کی‌یف، و باشگاه فوتبال متالیست خارکوف اشاره کرد.